# Інтерметалічна фаза
Інтерметалічна фаза (рос. интерметаллическая фаза, англ. intermetallic phase) — у кристалохімії — фаза, утворена інтерметалічними сполуками. Напр., фази  Зінтла, які утворюються, коли сильно електропозитивний метал сполучається з менш електропозитивним.